# Décennie 1660 en arts plastiques
Chronologie des arts plastiques
Années 1650 - Années 1660 - Années 1670
Cet article concerne les années 1660 en arts plastiques.

## Événements
- 1661 : le peintre d'origine hollandaise Peter Lely devient le peintre de cour de Charles II d'Angleterre[1].

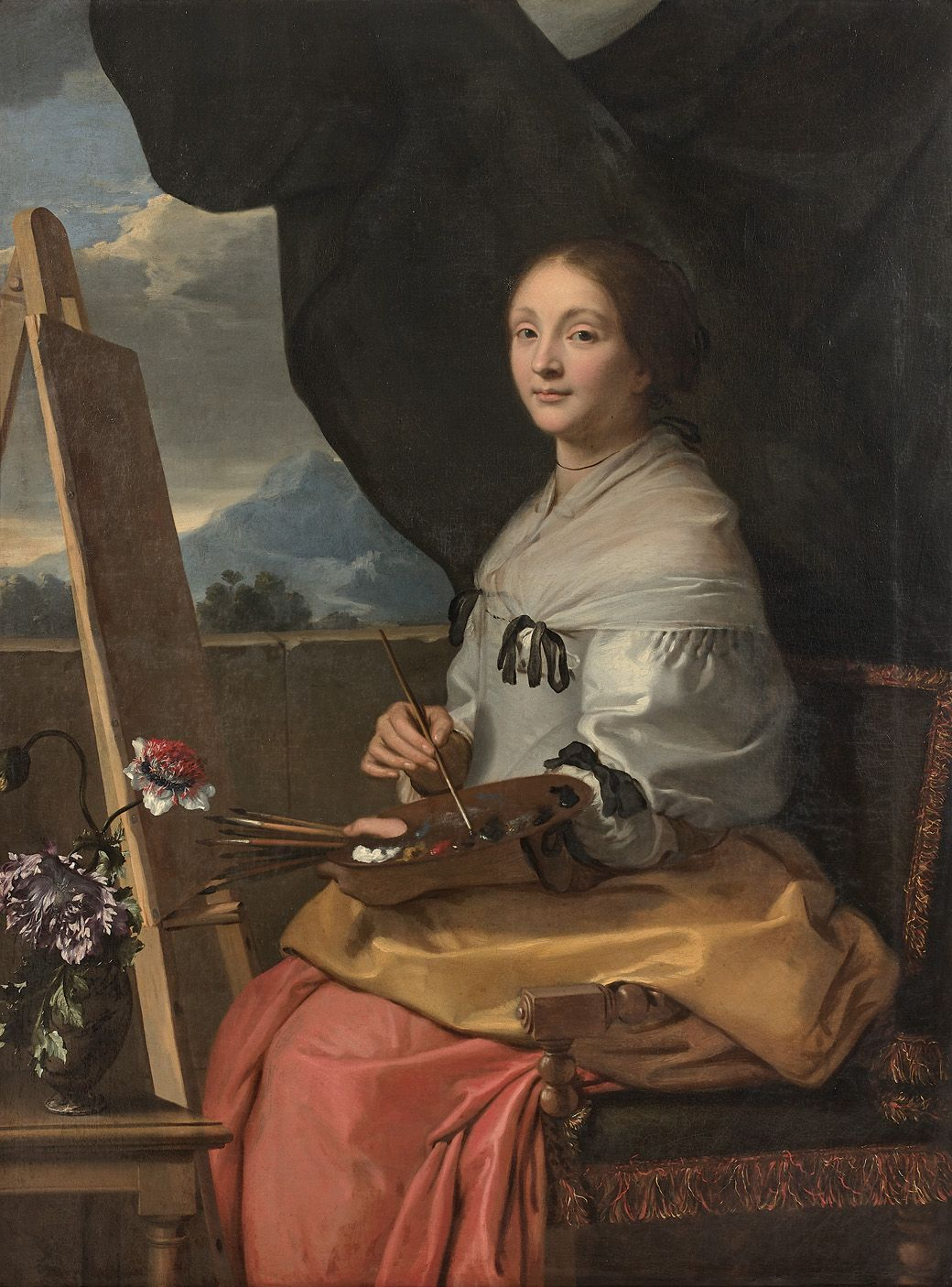
Portrait de Catherine Girardon, née Duchemin, à son chevalet, première femme admise à l'Académie de peinture et de sculpture

- 14 avril 1663 : Catherine Girardon, née Duchemin, est la première femme admise à l'Académie royale de peinture et de sculpture[2].
- 14 juillet 1663 : institution du Prix de Rome. Jean-Baptiste Corneille obtient le premier prix en peinture, Pierre Mosnier le second le 10 septembre 1664. Ils se rendent à Rome à pied en compagnie du graveur Étienne Baudet en 1665[3].
- Vers 1663-1664 : Murillo travaille pour le couvent des augustins de Séville[4].
- 1er juillet 1664  : Charles Le Brun devient premier peintre du roi de France[5].
- 11 février 1666 : inauguration de l'Académie de France à Rome, créée par Jean-Baptiste Colbert. Les peintres français passent un concours pour résider comme stagiaire rétribués à l’Académie française de Rome[3].
- 1668-1670 : des artistes polonais venus de Kiev sont chargés de décorer les palais du tsar et l’hôtel Galitzine. L’influence de l’art polonais, critiqué par le concile de 1666, gagne aussi l’iconographie moscovite[6].
- 27 septembre 1669 : la prise de Candie[7] marque la fin de l’école de peinture crétoise (Le Greco, Théophane, etc.). L'école de l'Heptanèse lui succède dans les îles Ioniennes et à Venise (Théodore Poulakis, Emmanuel Tzanes, Ilías Móskos etc.)[8].

## Réalisations
- 1658-1663 : Tombeau du duc de La Vieuville et de sa femme, statues sculptées par Gilles Guérin pour la chapelle Saint-François de Sales de l'église des Minimes de la Place Royale[9].
- 1660 : 
  - Portrait de Jean Dorieu, pastel de Robert Nanteuil, volé au musée du Louvre le 10 juillet 1994[10].
  - Le Reniement de saint Pierre, toile de Rembrandt[11].
- Vers 1660 : La Naissance de la Vierge, toile de Murillo, peinte pour la chapelle de la Concepción Grande de la cathédrale de Séville[12].
- 1660-1661 : Le Chancelier Seguier à cheval, toile de Charles Le Brun[13].
- Vers 1660-1661 : Vue de Delft, toile de Vermeer[14].
- 1661 : Les Reines de Perse aux pieds d'Alexandre ou La Tente de Darius, , toile de Charles Le Brun[15].
- 22 mars 1662  : Michel Anguier est engagé pour réaliser les sculptures des arcades de la nef du Val-de-Grâce[16].
- 1662 :
  - Ex-voto, toile de Philippe de Champaigne[17].
  - présentation du Portrait de Michel Corneille l’Ancien de Jacques Van Loo, qui est reçu à l’Académie royale en 1663[18].
- 1662-1664 : Johannes Vermeer peint La Femme à la balance (1662-1663) et La Femme en bleu lisant une lettre (1662-1664)[19].

- 1663 :
  - Marie-Maximilienne Von Sternberg en bergère portrait de Karel Škréta[20].
  - L’Étudiant endormi, toile de Constantin Verhout (it)[21].
- 1664 : Les Régents et les Régentes de l’hospice des vieillards, portraits collectifs de Frans Hals[22].
- Vers 1664 : La Dame au collier de perles, tableau de Johannes Vermeer[23].
- 25 mars 1665 : Michel Anguier obtient le marché du groupe de la Nativité destiné à orner le maître-autel de l'église Notre-Dame du Val-de-Grâce[16].

- Vers 1665 :  La Jeune Fille à la perle, tableau de Johannes Vermeer[23].
- 1665-1666 et 1668-1670 : Murillo exécute une série de peintures commandée par les capucins de Séville dont Sainte Justa et Sainte Rufina et le Miracle de la Portioncule[24].

- 1667 : Fontaine des Quatre-Dauphins à Aix-en-Provence de Jean-Claude Rambot[25].
- 1668 : L'Astronome, toile de Vermeer de Delft[23].
- 1668-1670 : Le Moulin de Wijk, toile de Jacob van Ruisdael[26],[27].

- 1669-1670 :  La Dentellière, tableau de Johannes Vermeer[23].

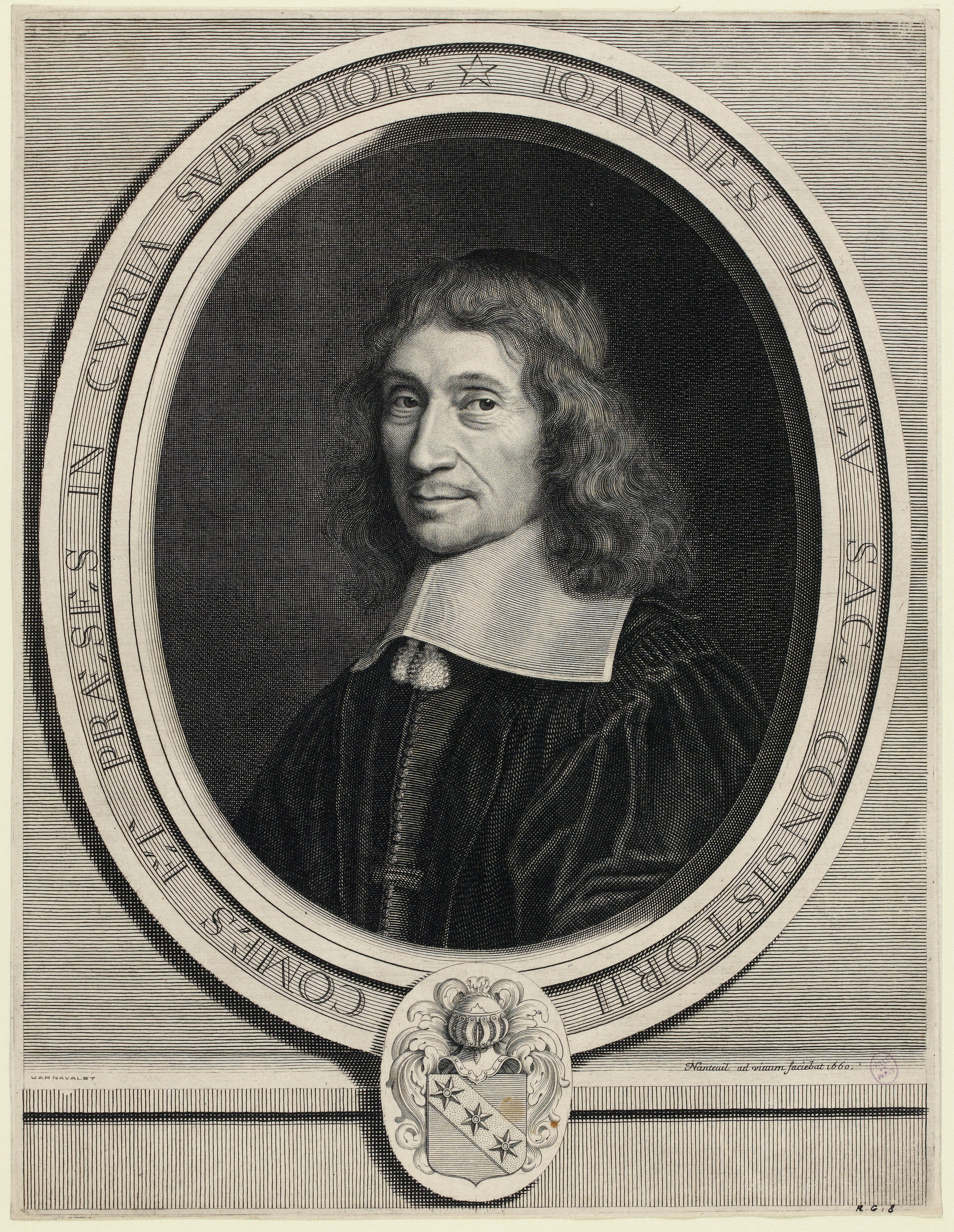
Portrait de Jean Dorieu, gravure de Robert Nanteuil
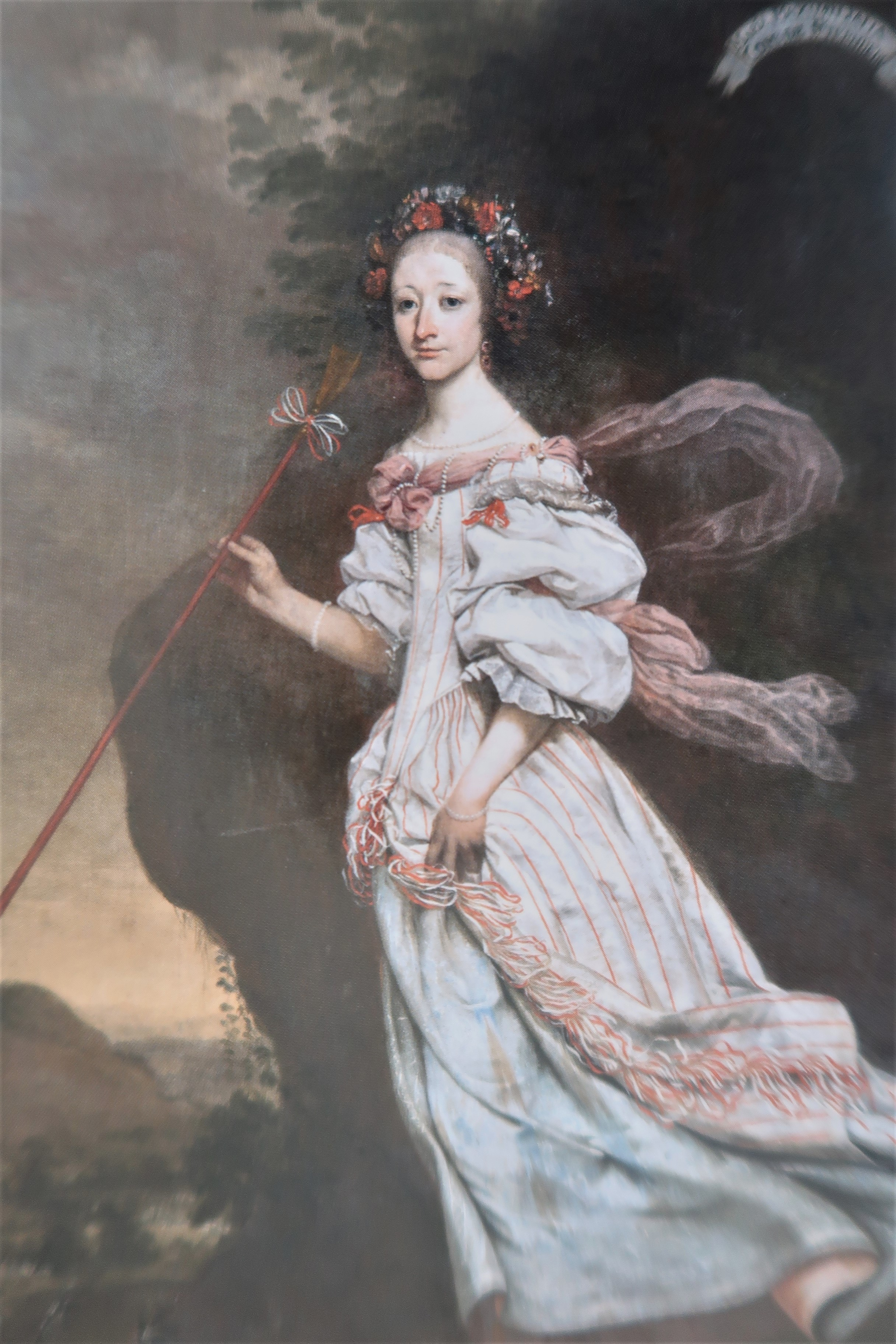
Marie-Maximilienne Von Sternberg en bergère, Karel Škréta.
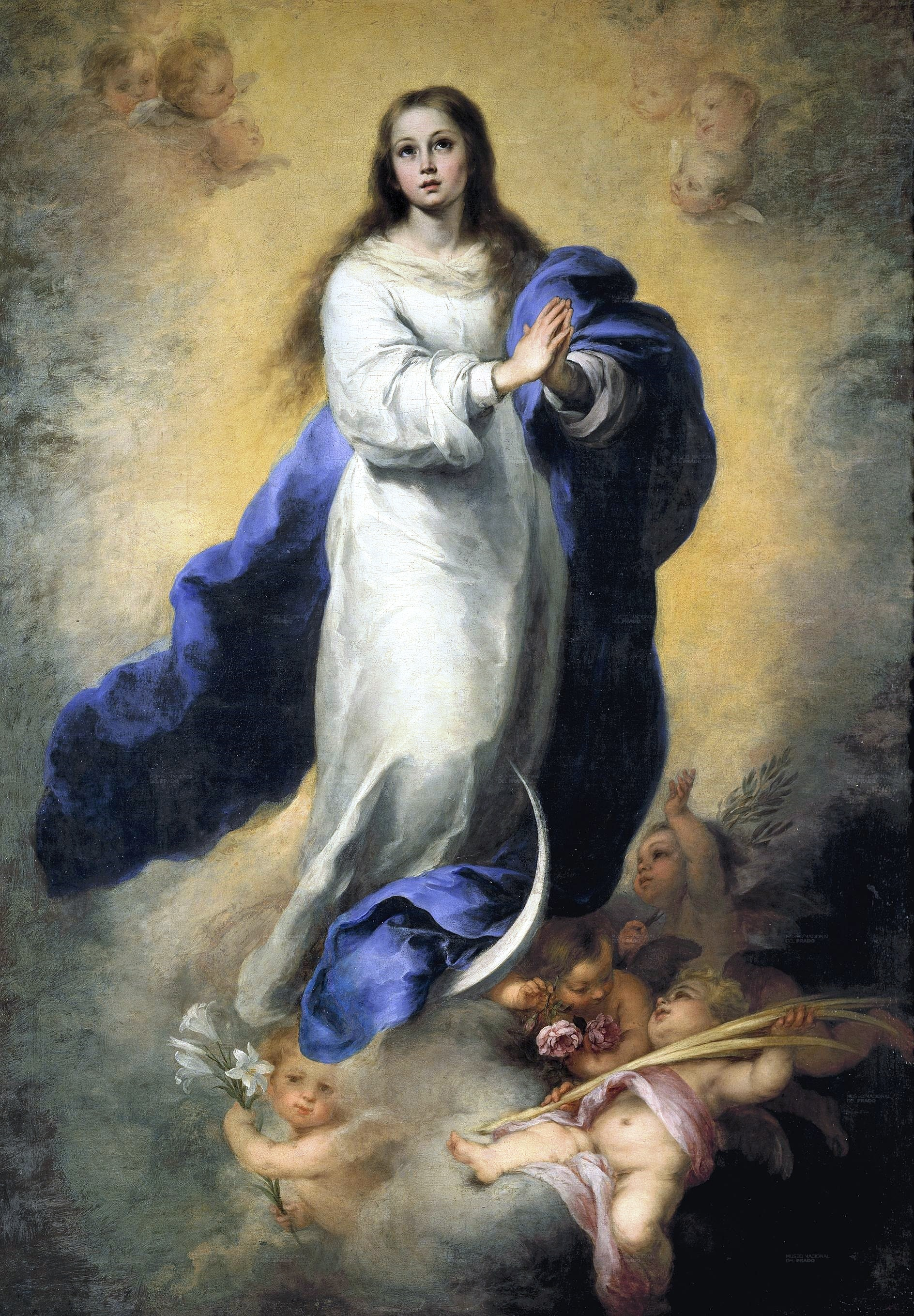
Immaculée conception, de Murillo
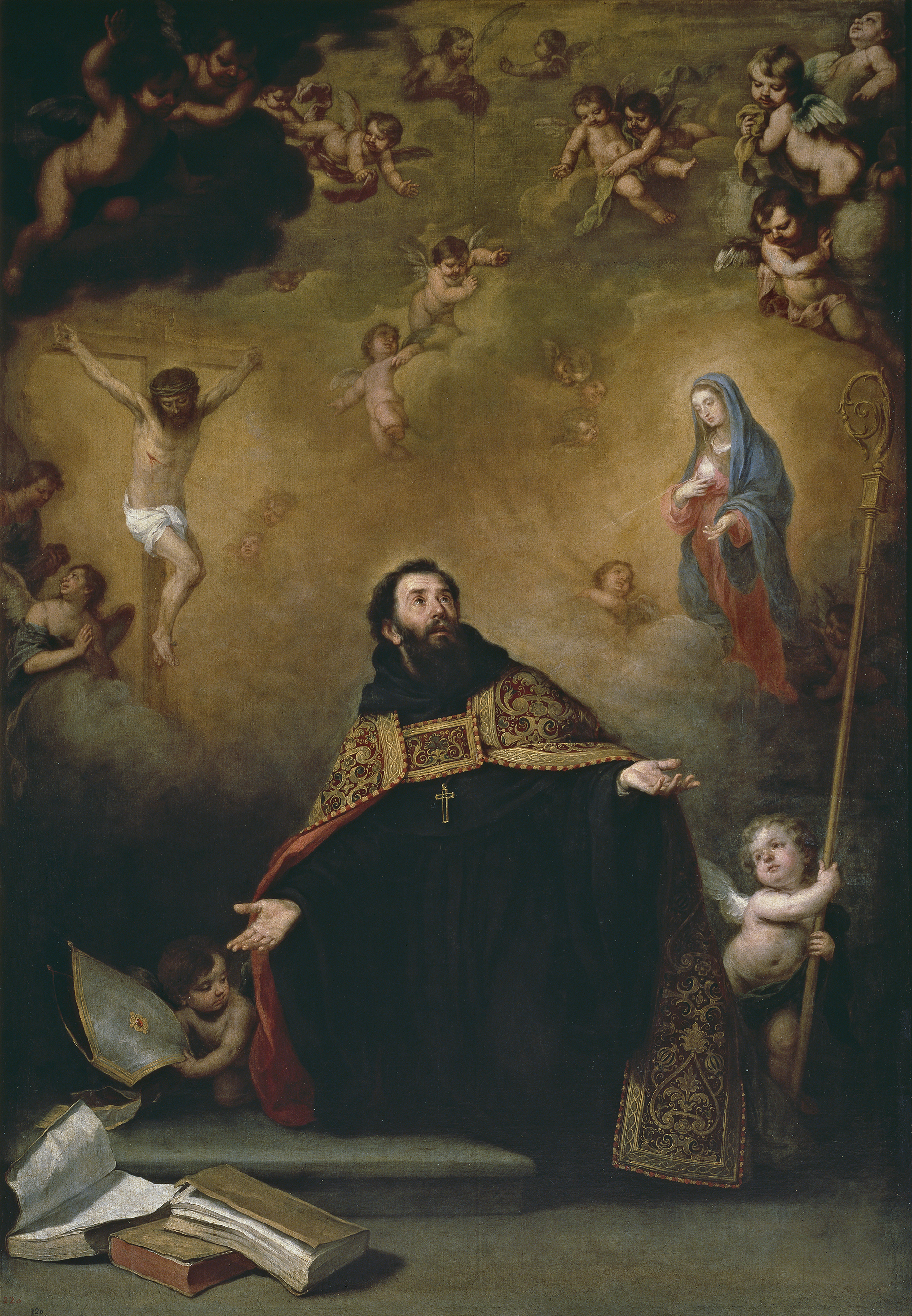
Saint Augustin contemplant la Vierge et le Christ crucifié, Murillo.
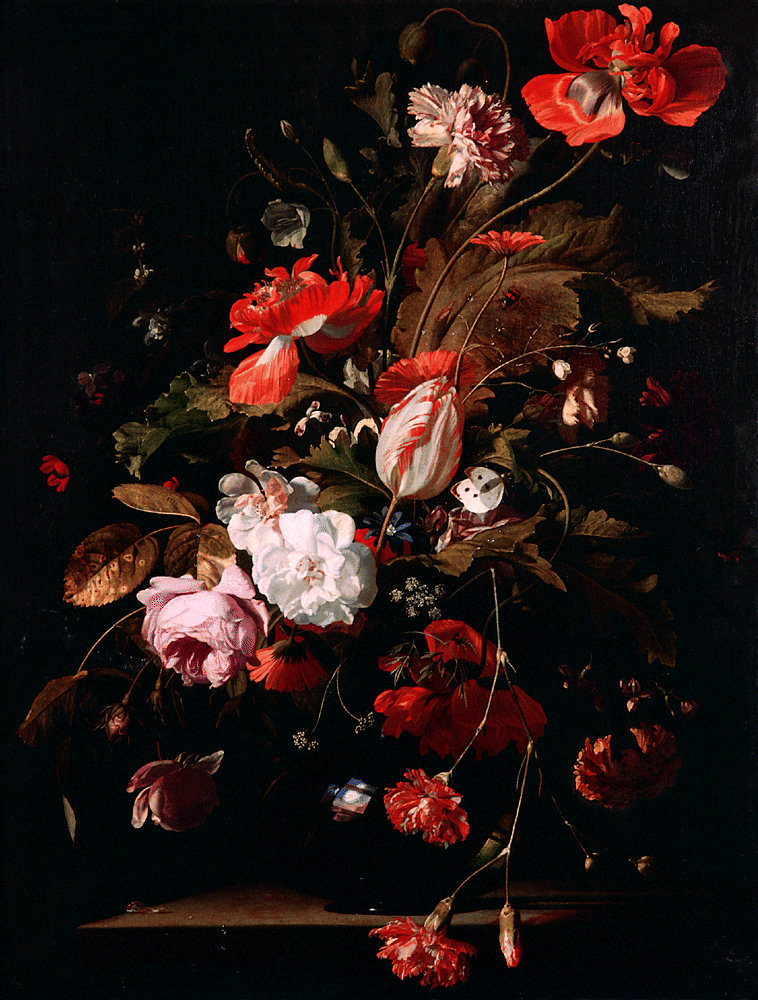
Nature porte de Willem van Aelst
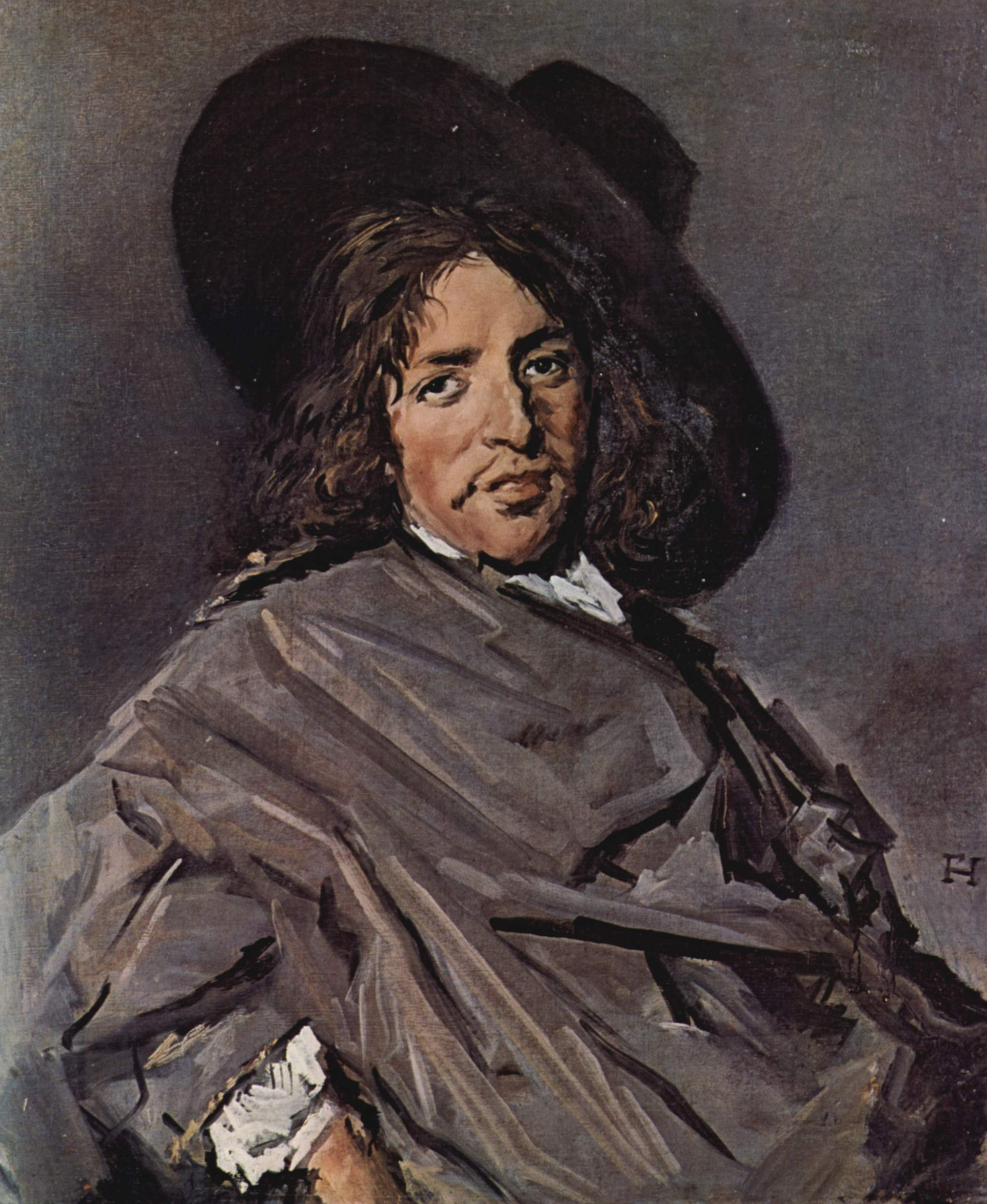
Portrait de Frans Hals
L’Étudiant endormi, Constantin Verhout
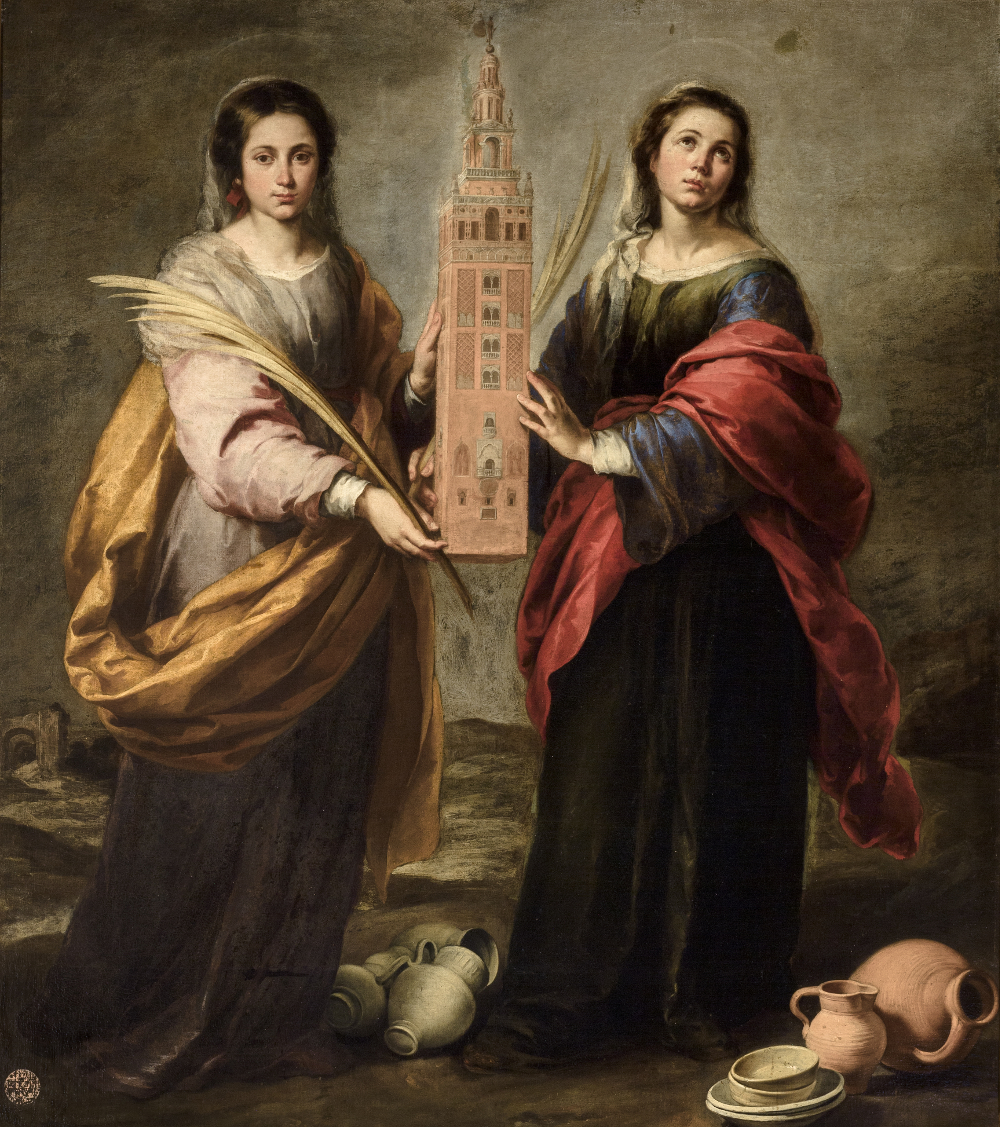
Sainte Justa et Sainte Rufina, Murillo
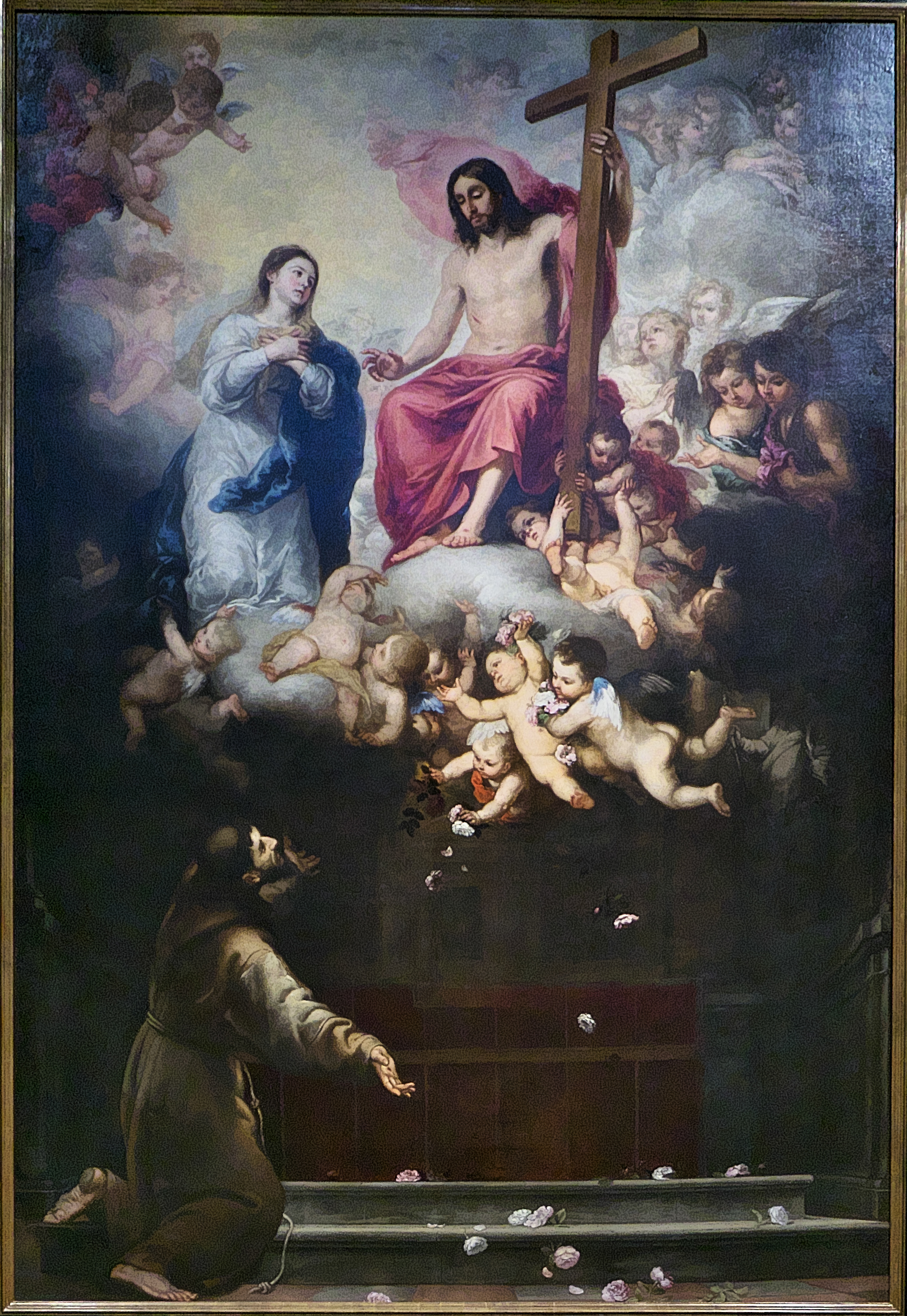
Miracle de la Portioncule, Murillo 1665-1666.